# Geo-Government
Als Geo-Government kann in Anlehnung an den Begriff E-Government das IT-gestützte Verwaltungshandeln verstanden werden, bei dem der Raumbezug
eine besondere, wesentliche, wichtige, strukturierende und/oder ordnende Rolle spielt.